# Oecetis uptoni
Oecetis uptoni là một loài Trichoptera trong họ Leptoceridae. Chúng phân bố ở miền Australasia.